# 腺嘌呤
腺嘌呤（英語：Adenine，簡稱，旧称维生素B4）是一種嘌呤，在生物化學上具有許多不同的功用。於細胞呼吸中，是以富有能量的腺苷三磷酸（ATP），以及輔因子煙醯胺腺嘌呤二核苷酸（NAD）、黃素腺嘌呤二核苷酸（FAD）等形式發生作用。並且在蛋白質生物合成過程裡作為DNA與RNA的組成物。

## 結構與合成
腺嘌呤是一種含氮雜環，化學式為C5H5N5，可形成多種不同的互變異構物，這些異構物之間可以快速轉變，且通常被視為相等。
生物體並不是先合成出腺嘌呤之後，才合成各種核苷酸。而是直接以磷酸核糖為基礎，逐步並直接合成腺嘌呤核苷酸。腺嘌呤中的嘌呤環是來自許多不同的化合物，包括甲酸鹽、甘氨酸、碳酸氫根（HCO3−）、天冬氨酸與穀氨醯胺。經過多個酵素催化步驟之後生成肌核苷單磷酸（IMP），此化合物再經過一連串的反應，成為含有腺嘌呤的單磷酸腺苷（AMP）。
有些人認為地球的生命起源過程中，最早的腺嘌呤是由5個氰化氫（HCN）聚合而成，但也有人反對此理論。

## 功能

腺嘌呤（左）與胸腺嘧啶（右）的結合方式，虛線為氫鍵位置。

腺嘌呤可作為核鹼基，成為核苷酸的一部分來組成核酸（如DNA或RNA）。DNA分子中，腺嘌呤經由兩條氫鍵與胸腺嘧啶（T）連結，其中一條氫鍵是位在腺嘌呤-NH2基上的氫原子與胸腺嘧啶的一個氧原子之間；另一條氫鍵則是位於腺嘌呤的氮原子與胸腺嘧啶氫的原子間。此外在RNA裡，則是與尿嘧啶（U）相連。AT與AU配對的特性可以使兩條核酸結合。
DNA中的某些段落含有較多的腺嘌呤（同時也會有較多的胸腺嘧啶），例如真核生物的TATA盒（TATA box）與原核生物的普里布諾盒。這些序列的結合力比起GC配對（有三條氫鍵）較多的區域而言較弱，也較容易解開。
腺苷是一種含有腺嘌呤與核糖的核苷；去氧腺苷則是含有腺嘌呤與去氧核糖的去氧核苷。當腺苷與三個磷酸基團相連時，會轉變成為腺苷三磷酸（ATP），屬於核苷酸的一種。腺苷三磷酸在細胞代謝裡是化學反應所需的化學能基本形式。

## 歷史
在較為早期的文獻中，腺嘌呤也稱為維生素B4。但是現在已經不再將其視為真正的維生素，同時也不再是維生素B的成員。屬於B群維生素的菸鹼酸與核黃素，各自可以和與腺嘌呤組合成生物必需的輔因子煙醯胺腺嘌呤二核苷酸（NAD）及黃素腺嘌呤二核苷酸（FAD）。
赫爾曼·埃米爾·菲舍爾是早期研究腺嘌呤的科學家之一。
腺嘌呤的英文名稱「Adenine」由古希臘文的「[ἀδήν] 错误：{{Lang}}：無法辨識代碼 gre（帮助）」（adḗn）與鹼性物質的字尾「-ine」組成，於1885年由阿爾布雷希特·科塞爾命名，指這種物質最初是由胰腺分離出來的。
约安·奥罗在1961年的實驗證實腺嘌呤可以利用5个氰化氫從胺基酸的聚合物的水溶液，大量的以人工合成。這是否會影響到生命的起源是在地球的結論，還在爭議之中。
在2011年8月8日，一份建基在NASA對地球上隕石研究發表的報告，提出構建DNA和RNA的物質（鳥嘌呤、腺嘌呤與相關有機分子）可能是在地球之外的外太空形成的。
在2011年，物理學家沿著電離能的變數範圍路徑意外的發現腺嘌呤，這表明了要了解在紫外線暴露下腺嘌呤如何產生的實驗數據，是比以前所認為的要複雜得多；這些研究結果的報告中有一份顯示，在光譜的測量中有雜環化合物的成份。

## 外部連結
- Computational Chemistry Wiki